# Eriococcus aurescens
Eriococcus aurescens är en insektsart som beskrevs av Cockerell 1902. Eriococcus aurescens ingår i släktet Eriococcus och familjen filtsköldlöss. Inga underarter finns listade i Catalogue of Life.